# Полуколония
Полуколония — форма зависимости одного государства от другого, при которой государство-полуколония, в отличие от колонии, формально сохраняет атрибуты внешней и отчасти внутренней самостоятельности, но его экономическая и внешнеполитическая структура попадают в сильнейшую зависимость от более мощной империалистической державы по доброй воле или путём угроз и принуждений. 
При этом в отличие от протектората или доминиона эта зависимость никак не зафиксирована официальными документами, а потому её формы могут быстро эволюционировать в сторону усиления или уменьшения. После упадка системы явного колониализма и империализма во второй половине XX века, количество колоний и полуколоний несколько сократилось, но они не исчезли полностью. Зачастую уничижительный термин полуколония и/или колония был заменён на более политически корректные: союзник, ассоциированный член, партнёр, и т. д.

## Характеристика
Причиной превращения формально независимой страны в полуколонию является, как правило, слаборазвитая экономика, которая характеризуется преобладанием аграрных форм хозяйствования экстенсивного типа с устаревшими технологиями производства, низкого уровня потребления, слабой урбанизацией или же ложной урбанизацией, отсутствием планово-стратегического подхода со стороны государственной власти к развитию страны, особенностями местной культуры и менталитета. В такой ситуации иностранный капитал, а вслед за ним и политическое влияние стремительно развивающихся иностранных держав быстро подчиняют себе как внутреннюю, так и внешнюю политику государства-полуколонии. Иногда такая зависимость постепенно перерастает в колониальный статус в случае если войска империалистической державы оккупируют полуколонию и навязывают ей свой протекторат. Тем не менее, внутренняя структура большинства полуколоний имеет ряд черт (длительная история собственной государственности, собственный опыт колониализма, значительное население, древний письменный язык или культура), которые обычно препятствуют открытому превращению их в колонии. Иногда и сама держава-империалист не хочет этого, стремясь «поддержать репутацию».

## Юридический аспект
Полуколония обладает формальным юридическим суверенитетом, но её внешняя и внутренняя политика фактически зависит от другого государства. Тем не менее, полуколонии благодаря формальной независимости являются независимыми государствами, признаются таковыми в международном праве, и, в отличие от колоний, могут являться членами международных организаций и субъектами международных договоров.
Полуколония может возникнуть как в процессе экономического, политического или военного подчинения (в том числе искусственное государственное образование на оккупированных территориях), так и в процессе формального предоставления независимости государством, чьей колонией или основной территорией оно ранее являлось.

## Примеры
Способы влияния на полуколонию могут быть различны по методике и объёму: прямое подчинение, военное присутствие, принуждение, шантаж, угрозы и давление, добровольное экономическое и политическое покровительства, носящее, впрочем, всегда неравный характер. Государства-полуколонии всегда являются сателлитами покровительствующего государства, поскольку их дружественные отношения носят неравноправный характер — покровительствующее государство осуществляет или стремиться осуществлять на территории полуколонии деятельность во многом подобную той, которую осуществляет метрополия на территории колонии. Часто полуколония вынуждена отказываться от части своих владений в пользу «покровителя» (Португалия и её «Розовая карта», отданная Великобритании в 1890 г.). Её территория многократно перекраивается на более фактории, протектораты, «зоны влияния» в случае если сразу несколько держав заинтересованы в эксплуатации ресурсов полуколонии. В такой ситуации оказались Китай, Иран, Сиам, Османская империя конца XIX — нач. XX века. Российскими полуколониями в конце XIX века стали Северный Иран, Северный Китай, отчасти также Дунайские княжества.